# Tomás Arias (político argentino)
Tomás Arias (Salta, 1804 - ídem, junio de 1863) fue un militar y político argentino, que ejerció como gobernador de la Provincia de Salta entre 1852 y 1854, y como ministro de Hacienda de la Nación en 1860.

## Biografía
Estudió en Mendoza y Buenos Aires, y en su juventud se dedicó al comercio. Participó de las acciones en su provincia contra Juan Manuel de Rosas y apoyó la formación de la Coalición del Norte en contra de este. Desde 1838 fue miembro de la Legislatura de la provincia, y en dos años más tarde ejerció como gobernador, delegado de Manuel Solá, que había dirigido una campaña militar a Santiago del Estero y Córdoba.
Cuando la provincia fue ocupada por los ejércitos federales comandados por Manuel Oribe, éste exigió que todos los dirigentes unitarios le fueran entregados, para enjuiciarlos y posiblemente ejecutarlos. El gobernador Manuel Antonio Saravia se negó a entregarle varios de ellos, entre los cuales estaba Arias.
Durante la década siguiente continuó siendo legislador provincial, y volvió a ser gobernador delegado en 1847, en reemplazo de José Manuel Saravia, hermano de quien lo había salvado.
En marzo de 1852 llegó a la provincia de Salta la noticia de la caída del régimen de Rosas en la batalla de Caseros, y los unitarios se apresuraron a deponer al partido federal de Saravia: el gobernador delegado Juan Manuel Aguirre, más débil política y militarmente que Saravia, resultó fácilmente derrocado.
En vista de su experiencia como gobernador delegado, y que tenía buenas relaciones con los federales, la legislatura eligió gobernador a Tomás Arias. Si bien no se consideró políticamente fuerte como para viajar a la firma del Acuerdo de San Nicolás, adhirió posteriormente al mismo. 
En mayo del año siguiente fue derrocado por una contrarrevolución federal, que nombró gobernador a Saravia, pero las alternativas de la guerra civil en la vecina Provincia de Tucumán lo complicaron y Arias terminó por ser repuesto en el mes de junio. Dirigió el juramento de la Constitución argentina de 1853.
Renunció en mayo de 1854, y durante gran parte de los años siguientes fue senador nacional. Instalado en el Litoral, fue Presidente del Banco Nacional de Rosario y administrador de la Aduana de Concepción del Uruguay.
En febrero de 1860 fue el primer ministro de Hacienda del presidente Santiago Derqui. Fue reemplazado en junio de 1860, en virtud de un acuerdo entre la Confederación Argentina y el Estado de Buenos Aires, por el que éste impuso como ministro de Hacienda a Norberto de la Riestra. Si bien el acuerdo fracasó por conflictos políticos, Arias regresó a Salta, donde pasó el resto de su vida.